# Bopa
Bopa is een van de 77 gemeenten (communes) in Benin. De gemeente ligt in het departement Mono en heeft een oppervlakte van 365 km². Bopa telt 96.281 inwoners (2013). De gemeente is opgedeeld in zeven arrondissementen
- Agbodji
- Badazouin
- Bopa
- Gbakpodji
- Lobogo
- Possotomè
- Yégodoé

In het oosten wordt de gemeente begrensd door de Couffo en door het Ahémémeer. Het klimaat telt twee regenseizoenen, tussen maart en juni en tussen augustus en november.

## Economie
De belangrijkste economische activiteit is de landbouw. Belangrijkste gewassen voor de markt zijn palmolie en pindanoten. Ook de visserij op het Ahémémeer is belangrijk. In Possotomè wordt door de Société Béninoise de Brasserie bronwater gebotteld. Bopa heeft ook een regionaal belangrijke markt.

## Bevolking
In 2002 telde de gemeente 70.268 inwoners. In 2013 waren dit 96.281 inwoners.
De belangrijkste bevolkingsgroepen zijn de Sahouê, de Ayizo, de Pédah en de Kotafon. In 2002 was 83,1% aanhanger van een inheemse religie, 11,2% was rooms-katholiek, 0,6% protestants en 0,3% moslim.
Opm: Bevolkingscijfers in duizendtallen
Bron: Bopa Commune in Benin; 1979-2013: volkstellingen
Bron: Institut National de la Statistique Benin; 2013: volkstelling

## Afbeeldingen

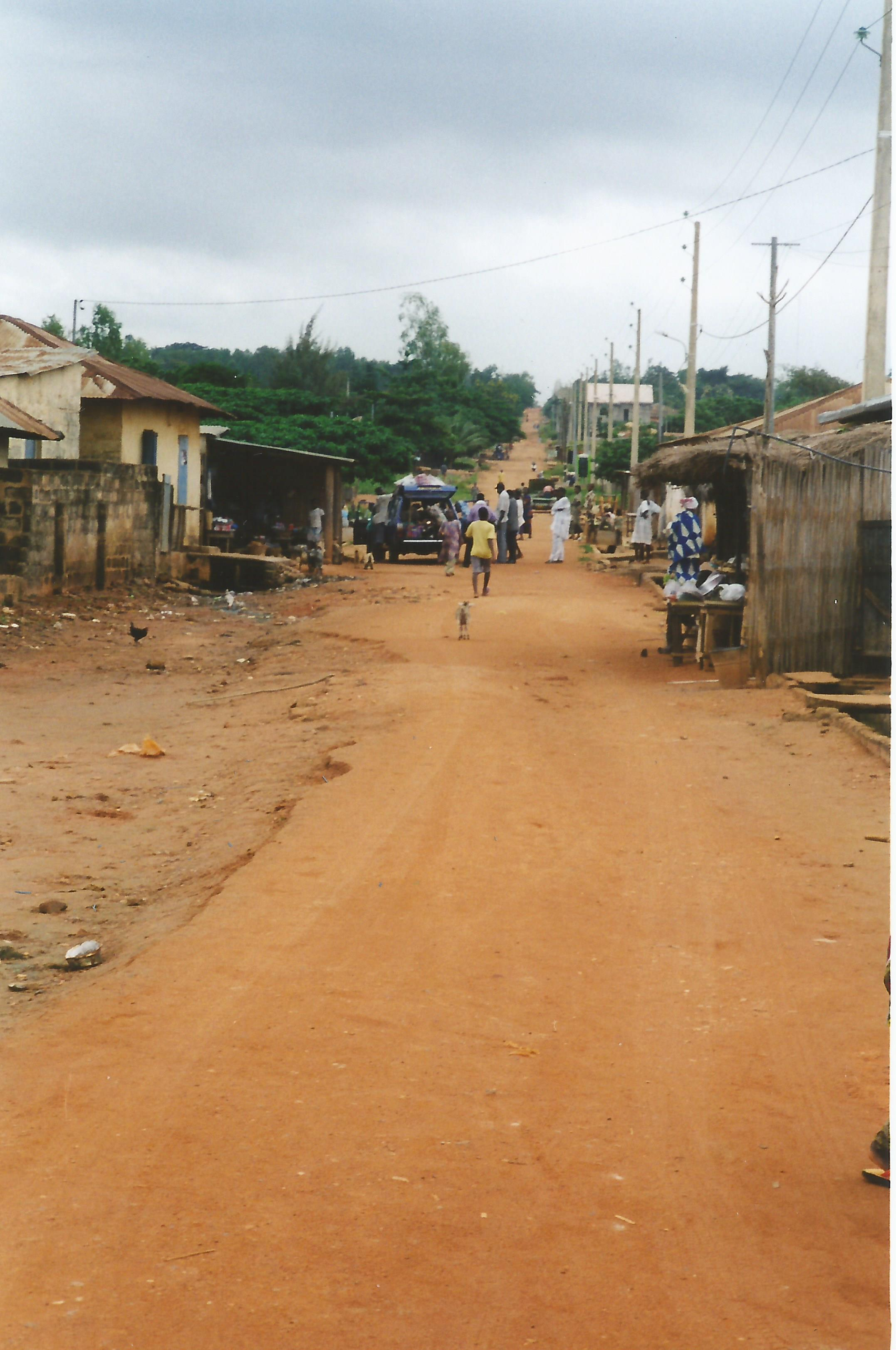
Straatbeeld
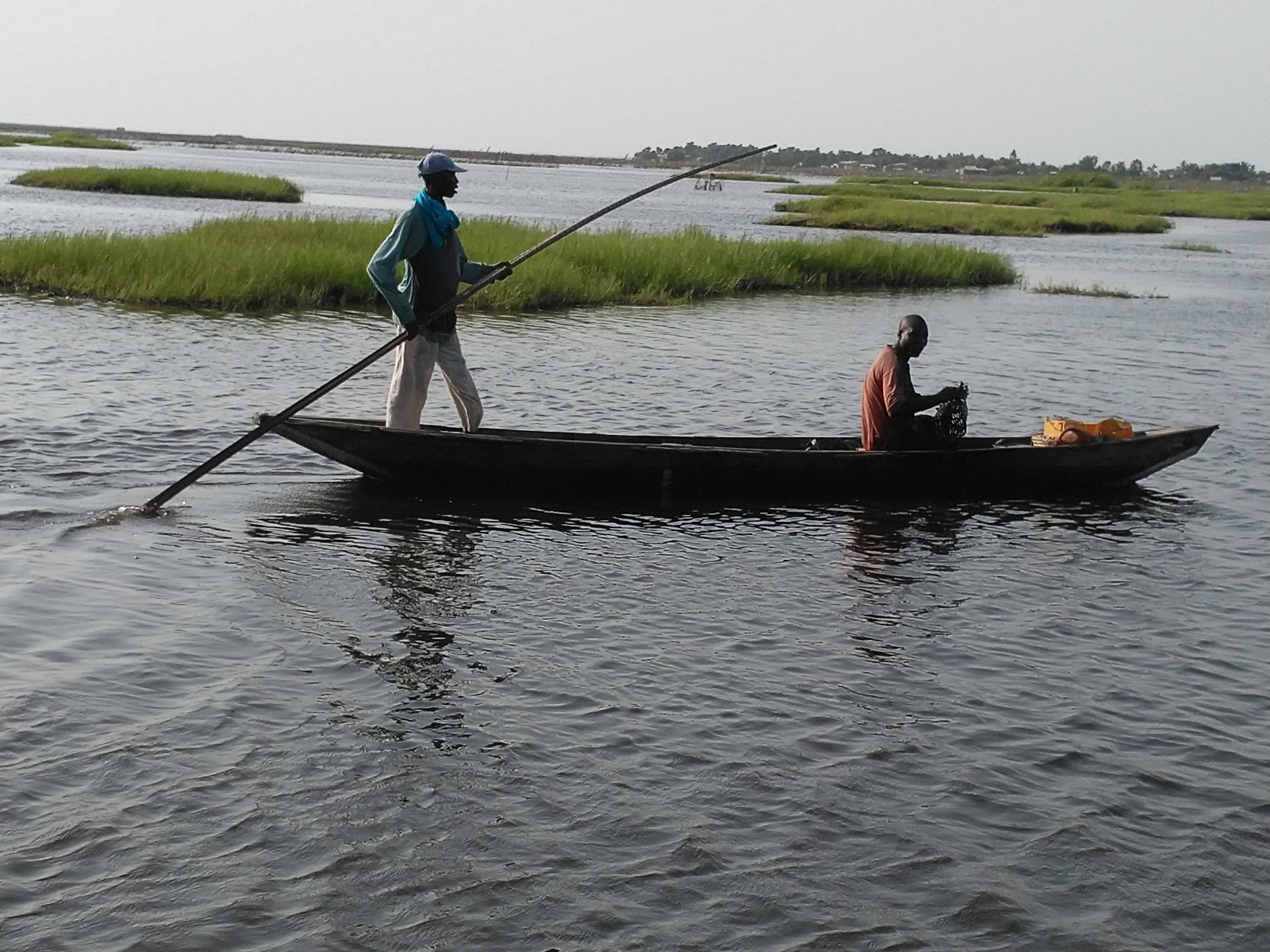
Vissers op het Ahémémeer in Gbakpodji
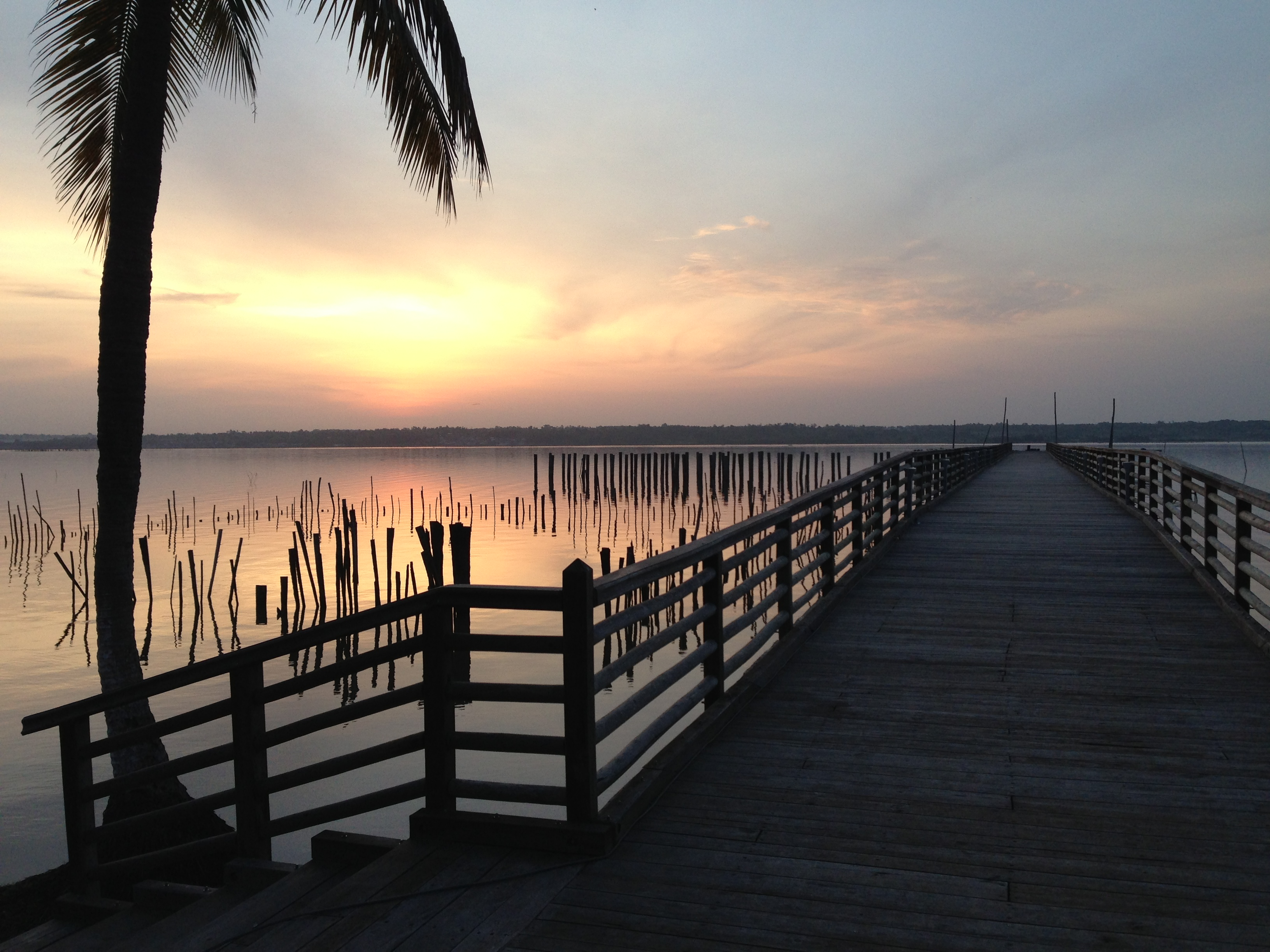
Het Ahémémeer bij Segboroué